# Parumasan (Cipeucang)
Parumasan is een bestuurslaag in het regentschap Pandeglang van de provincie Banten, Indonesië. Parumasan telt 2386 inwoners (volkstelling 2010).